# Ma-30
La Ma-30, también denominada Vía Conectora o, incorrectamente, Segundo Cinturón, es una carretera insular desdoblada en construcción de la isla de Mallorca que funciona como tercer cinturón de la ciudad de Palma, España. La vía comienza en la salida 6 de la Ma-19, y concluye en el enlace 4 de la Ma-13. El recorrido total es de 8 kilómetros.
En el futuro, se alargará hasta la Ma-1110 y convertirla en la segunda ronda de Circunvalación de Palma. En julio de 2013 se iniciaron los trabajos de desdoblamiento entre la Ma-3013 y la Ma-13.

## Nomenclatura
La Ma-30 es una carretera de categoría insular que pertenece al Consejo Insular de Mallorca. Su nombre está formado por "Ma", que indica que es una carretera localizada en la isla de Mallorca y "30" es el número que recibe dicha carretera, según el orden establecido para la nomenclatura de las carreteras locales de Mallorca, como tercera ronda de Palma, tras las Avenidas y la Vía de Cintura.

## Recorrido
| en construcción | Indicación           | Carretera de enlace y dirección                                          |
| --------------- | -------------------- | ------------------------------------------------------------------------ |
|                 |                      | Ma-19 Aeropuerto, Playa de Palma, Santañí                                |
|                 |                      | Ma-19 Palma centro, cami de Son Fangos, c. comercial                     |
| , plan.         |                      | centro comercial                                                         |
| , plan.         | Ma-5011 Palma centro |                                                                          |
|                 |                      | Ma-15 Manacor                                                            |
|                 |                      | Ma-3011 Son Ferriol, Sinéu, Palma centro                                 |
|                 | Salida 5             | Ma-3013 Son Ferriol, Pla de Natesa                                       |
|                 | Salida 7             | Ma-13A Puente de Inca, Palma de Mallorca, c. comercial                   |
|                 | Salida 8             | Ma-13 Palma de Mallorca, Santa María del Camino, Inca, Puerto de Alcudia |